# مدووی، نیو ساوت ولز
مدووی (به انگلیسی: Medowie) یک حومه شهر در استرالیا است که در نیو ساوت ولز واقع شده‌است.